# Vodní nádrž Pěčín
Vodní nádrž Pěčín je hypotetická vodárenská přehradní nádrž v Podorlické pahorkatině, jejíž lokalita patří mezi území chráněná pro akumulaci povrchových vod (LAPV). Od roku 2015 byly posuzovány možnosti její realizace, v roce 2018 však byly tyto přípravné práce zastaveny.

## Historie
První úvahy o vybudování vodní nádrže v lokalitě soutoku Zdobnice a Říčky se datují k počátku 20. století.
Ve 2. polovině 20. století byla nádrž s názvem Pěčín součástí směrných vodohospodářských plánů. Jednalo se o nádrž s hrází umístěnou pod soutokem, s plochou v různých variantách od 148 do 281 ha a objemem od 32 do 78 mil. m³.
V roce 2011 byl zpracován Generel území chráněných pro akumulaci povrchových vod (Generel LAPV), obsahující seznam 65 územně chráněných lokalit, na nichž by mohly být jako adaptační opatření na současnou změnu klimatu v případě potřeby vybudovány vodní nádrže. Vodní nádrž Pěčín je v Generelu uvedena ve variantě s hrází na Zdobnici nad soutokem s Říčkou, a to jako primárně vodárenská nádrž pro zásobování východočeské vodárenské soustavy.
V roce 2015 oznámilo ministerstvo zemědělství, že v souvislosti s opatřeními proti dopadům sucha zahájilo přípravu realizace dvou nádrží z Generelu LAPV, Pěčína a Vlachovic. V témže roce byla zpracována studie proveditelnosti vodního díla Pěčín s vlastnostmi odpovídajícími Generelu. Dne 18. 4. 2018 vláda rozhodla o pozastavení přípravných prací na této vodní nádrži, jako důvod uvedla mimo jiné nesouhlas obecních i krajských zastupitelů, aktivistů, občanů i médií.

## Charakteristika
Vodní nádrž by vznikla zatopením údolí Zdobnice, přehrada by stála asi 450 m nad soutokem s Říčkou. Zatopená plocha by při maximální hladině na kótě 515 m n. m. činila 82 ha, příslušný potenciální objem 17,1 mil. m³.
Studie proveditelnosti navrhuje 4 varianty hráze: zemní sypanou, kamenitou sypanou, betonovou tížnou a betonovou klenbovou o maximálních výškách 70 až 79 m a délkách v koruně 326 až 332 m.
Plocha zátopy náleží k území obce Liberk a města Rokytnice v Orlických horách, menší část k obci Zdobnice (katastrální území Souvlastní). Na ploše se nachází 23 budov, z toho 11 určených k bydlení či rekreaci.

## Účel
Primární funkcí navrhované nádrže je vodárenské využití, nádrž by byla schopna zajistit vodárenské odběry pro východočeskou soustavu pro předpokládané podmínky změny klimatu (odhadovaný možný odběr 420 l.s⁻¹ na konci 21. století). Vedlejšími funkcemi jsou nalepšování průtoků, protipovodňová ochrana a energetické využití.

## Střety se zájmy ochrany přírody
Na lokalitě nádrže se nachází cenné přírodě blízké a polopřirozené ekosystémy včetně přirozeného vodního toku, pravděpodobně s množstvím zvláště chráněných druhů. Území spadá do I. a II. zóny CHKO Orlické hory a do Evropsky významné lokality Zdobnice – Říčka. Zájmovým údolím také prochází nadregionální biokoridor K 80 MB a je součástí regionálního biocentra 497 Zdobnice-Říčka.